# Ophiomyia strigalis
Ophiomyia strigalis är en tvåvingeart som beskrevs av Spencer 1963. Ophiomyia strigalis ingår i släktet Ophiomyia och familjen minerarflugor. Inga underarter finns listade i Catalogue of Life.